# Schlacht bei Dunbar (1296)
Schlachten des Ersten Schottischen Unabhängigkeitskrieges

Berwick – Dunbar – Stirling Bridge – Falkirk – Roslin – Stirling Castle – Methven – Dalry – Glen Trool – Loudoun Hill – Inverurie – Brander – Perth – Bannockburn – Berwick – Berwick – Myton – Byland – Weardale
Schlachten des Zweiten Schottischen Unabhängigkeitskrieges

Kinghorn – Dupplin Moor – Annan – Berwick – Halidon Hill – Boroughmuir – Culblean – Neville’s Cross
Die Schlacht bei Dunbar war eine Auseinandersetzung im Ersten Schottischen Unabhängigkeitskrieg. Sie fand am 27. April 1296 bei Dunbar (Schottland) statt. Das schottische Heer unter John Comyn, 7. Earl of Buchan wurde von der englischen Armee unter John de Warenne, 6. Earl of Surrey besiegt.

## Vorgeschichte
John Balliol war am 17. November 1292 mit Hilfe des englischen Königs Eduard I. auf den schottischen Thron gelangt. Der englische König beanspruchte in den nächsten Jahren weiter die Oberherrschaft über Schottland. Er betrachtete sich als oberster Richter Schottlands und verlangte von John Balliol Waffenhilfe im Krieg gegen Frankreich. Die Schotten lehnten dies ab und schlossen im Oktober 1295 ein Bündnis mit Frankreich, was einer Kriegserklärung gleichkam. Daraufhin berief der englische König sein Heer zum 1. März 1296 nach Newcastle.

## Stärke der Armeen
Nach den Angaben der Chronisten soll das englische Heer aus über 5000 Reitern und 30.000 Fußsoldaten bestanden haben, doch nach den Soldlisten bestand es aus etwa 1000 Reitern und 10.000 Fußsoldaten. Das schottische Heer sollte sich am 18. März bei Selkirk sammeln. Angeblich soll es über 40.000 Mann stark gewesen sein, doch wahrscheinlich bestand es aus nur 2000 bis 3000 Mann. Es war den Engländern nicht nur zahlenmäßig unterlegen. Die Engländer konnten auf trainierte Bogenschützen zurückgreifen, und die Aufgebote der englischen Magnaten bestanden zu einem guten Teil aus gut ausgebildeten und ausgerüsteten Rittern. Das schottische Heer bestand dagegen vor allem aus leicht gerüsteten und schlecht ausgebildeten Lanzenträgern, einigen Bogenschützen und einer nur schwachen Reiterei. Der englische König zahlte den Soldaten Sold, während die schottischen Armeen nur durch die Hoffnung auf Kriegsbeute zusammen gehalten wurden. Vor allem aber hatten die Engländer durch die Kriege in Wales mehr Erfahrung als die Schotten, deren letzte Kampfhandlung der Krieg gegen Norwegen 1263 war.

## Der Weg zur Schlacht
Am 25. März erreichte Eduard I. mit seiner Streitmacht Wark-on-Tweed Castle. Am 30. März eroberte das englische Heer die nur schwach befestigte Grenzstadt Berwick. Als Vergeltung für das bei der Eroberung durch englische Soldaten begangene Massaker an den Einwohnern von Berwick fiel ein schottisches, von den Earls of Ross, Menteith und Atholl geführtes Heer von Jedburgh aus am 8. April in Northumberland ein. Die Schotten zogen plündernd und brandschatzend bis südlich von Hexham. Auf dem Rückweg erreichten sie Dunbar Castle, dessen Besitzer Patrick Dunbar, 7. Earl of Dunbar den englischen König unterstützte, obwohl er ein Schotte war. Seine Frau Marjory Comyn oder womöglich sein Bruder öffneten den Schotten jedoch die Tore. Der englische König hatte inzwischen dem Earl of Surey befohlen, Dunbar Castle zu belagern. Surrey zog mit etwa 300 Reitern und 2000 Fußsoldaten nach Dunbar und erreichte die Burg, kurz nachdem die Schotten die Burg erreicht hatten. Zu der englischen Streitmacht gehörten auch 100 Reiter aus Durham, die von ihrem Bischof Antony Bek von Durham befehligt wurden. Die in der Burg eingeschlossenen Schotten wollten daraufhin die Burg übergeben, doch sie baten darum, dafür die Erlaubnis von John Balliol einzuholen, der mit dem schottischen Heer nur wenige Kilometer entfernt bei Haddington lagerte. Daraufhin zog das vom Earl of Buchan geführte schottische Heer nach Dunbar.

## Schlachtverlauf

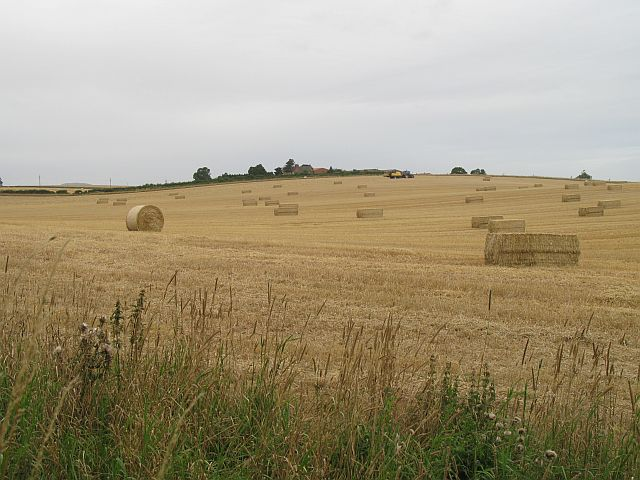
Der Ort der Schlacht, aufgenommen im Jahr 2008

Die Schlacht fand wahrscheinlich an den Lammermuir Hills etwa 3 km südlich von Dunbar Castle statt. Über den genauen Verlauf der Schlacht gibt es unterschiedliche Angaben. Als die Engländer sich zur Schlacht rüsteten, missdeuteten die Schotten dies als Vorbereitung zum Rückzug. Daraufhin griffen die Schotten übereilt an und wurden von den Engländern geschlagen. Nach anderen Angaben ließ der Earl of Surrey einen Teil seines Heeres zurück, um einen Ausfall der Besatzung von Dunbar Castle zu verhindern, und wandte sich mit seinem Gros nach Westen, um die Schotten zur Schlacht zur stellen. Dabei mussten sie einen tief eingeschnittenen Bach, den Spott Burn überqueren. Die Schotten glaubten, dass die Engländer auf der Flucht waren, und begannen einen ungestümen Angriff. Die erfahrenen und gut ausgebildeten englischen Ritter konnten jedoch rasch ihre Schlachtformation einnehmen, den schottischen Angriff abwehren und dann zum Gegenangriff übergehen. Das schottische Heer wurde völlig zerschlagen, dabei wurden der Ritter Sir Patrick Graham und viele Fußsoldaten von den englischen Reitern auf der Flucht getötet. Auch die Anzahl der Opfer der Schlacht ist unklar. Nach englischen Chronisten und nach älteren Angaben gilt sie als Niederlage des gesamten schottischen Heeres. Andererseits soll der Kampf nur kurz gedauert haben, und nach der Anzahl der Opfer war sie mit einem gefallenen und vier in Gefangenschaft geratenen schottischen Rittern vielleicht eher ein größeres Gefecht. An diesem Gefecht nahm wohl auch nur ein Teil des schottischen Heeres teil, denn sonst hätte mit Sicherheit König John Balliol das Kommando geführt.

## Folgen
Entscheidend waren die Folgen der Schlacht. Als am nächsten Tag das englische Hauptheer mit Eduard I. vor Dunbar eintraf, ergab sich die Besatzung der Burg. Drei schottische Earls und mehrere Barone gerieten so in Gefangenschaft. Diese Niederlage beendete den organisierten schottischen Widerstand. Unmittelbar nach der Übergabe von Dunbar ergab sich auch die Besatzung von Roxburgh Castle, die meisten anderen Burgen folgten wenig später. John Balliol flüchtete nach Nordschottland, doch in aussichtsloser Lage musste er Anfang Juli kapitulieren. Schottland wurde von englischen Truppen besetzt und Ende August übernahm der englische König die Verwaltung des Landes.